# Altia
Ne pas confondre avec Altia Oyj, entreprise finlandaise de spiritueux

Altia Group était une société holding française détenant notamment des sociétés liées à la réalisation d'usinages et à la sous-traitance automobile.
Altia était l'acronyme anglophone de : Application Leader in Technologies for Industry and Automotive.
Les différents métiers d'Altia recouvraient : le décolletage, l'usinage de précision, le revêtements organiques (peinture, laquage, vernissage, émaillage, plastification, cataphorèse...), la frappe à froid, le découpage sous presse, l'emboutissage profond, le pliage (tôlerie fine), le cintrage de tubes, le filage, le moulage & surmoulage (plasturgie).
Altia est créé en 2008 et est issu de la SAS Halberg Emboutissage et Mécanismes, issue elle-même de l'équipementier automobile Sonas Automotive. La société Desmarais (conception et la fabrication de cabines de machines agricoles et d’engins de chantier) a été reprise en 2010. Altia a repris le groupe CADDIE en 2012. Le Fonds de modernisation des équipementiers automobiles (FMEA) était entré à hauteur de 4,9 % (soit 5  millions d’euros) dans le capital du groupe en 2011. Le fonds stratégique d'investissement (FSI) a investi 5 millions d'euros en juin 2012.
Au 31-12-2012, le chiffre d'affaires de la holding est de 2.277.000 €, pour un résultat net de 3.271.300 €[précision nécessaire] et un effectif de 7 personnes.
Altia revendique 450 millions d'euros de chiffre d'affaires, plus de 4000 salariés dans le monde, 29 usines dans dix pays sur quatre continents.
Altia a été liquidé fin 2014 avec suppression de poste à 50%.
Soupçonnant des malversations de la part du trio d'actionnaires du groupe Altia (Patrice Durand, Nicole Cohen et Patrick Adolf), la BPI a porté plainte contre Altia et missionné l'agence Kroll pour enquêter sur la gestion et la faillite du groupe.